# アメリカ団結党
アメリカ団結党（英：American Solidarity Party）とは、アメリカ合衆国の政党。

## 概要
キリスト教民主主義を掲げる保守政党である。
他のアメリカの政党と同じく党全国委員会を党本部としており、複数の州に支部を擁する。
イデオロギーとしては他のキリスト教の保守主義政党と同じく家族の形や地域社会を重視しており、
主張としては人工妊娠中絶や安楽死や死刑には反対の立場であるとしている。

## 選挙への参加
2024年アメリカ合衆国大統領選挙にはピーター・ソンスキーを大統領候補、ローレン・オナクを副大統領候補として擁立しているが、落選している。